# Marie-Catherine d'Aulnoy
Marie-Catherine Le Jumel de Barneville, Baronesa d'Aulnoy (1 de outubro de 1652 — 4 de janeiro de 1705) foi uma escritora francesa conhecida por seus contos de fadas. Ao nomear suas obras de contes de fée (contos de fadas), deu origem à expressão que é agora utilizada para o gênero.

## Sua vida
Marie-Catherine le Jumel de Barneville foi a filha de Claude Le Jumel e de Judith Angélique Le Coustelier, pertencente à pequena nobresa normanda; foi mãe do marquês de Béringhem.
Casou-se aos dezesseis anos, em 8 de março de 1666 com um valete da casa de César de Bourbon, Duque de Vendôme, François de La Motte, barão de Aulnoy en Brie, que era trinta anos mais velho que ela e possuía uma reputação de beberrão. 
Em 1669, Marie-Catherine, sua mãe e dois cúmplices (provavelmente seus amantes), criaram uma conspiração fazendo o barão d’Aulnoy ser acusado de um crime de lesa-majestade passivel de pena de morte. Preso, seu marido foi solto, mas os "amigos" de sua mulher são condenados à decapitação por calúnia. Com a falta de sucesso da conspiração, a baronesa devia sua saúde apenas a uma fuga em circunstâncias rocambolescas, fugindo por uma escada secreta e refugiando-se sob o catafalco de uma igreja. Constrangida do exílio, ela viajou através da Europa para escapar da condenação que a ameaçava. Sua mãe, a condessa de Gudanne se refugiou na Espanha.
Passando pela Inglaterra, em 1675, e em seguida pela Espanha onde sua mãe residia até o momento no qual esta última pôde voltar à França em 1685 pois ela caiu nas graças de Louis XIV por serviços prestados à corte. Encontra-se seu vestígio em 1690 até que ela se instala em Paris onde abre um salão literário antes de encontrar-se novamente comprometida em um escândalo por sua amizade com Madame Ticquet que será em seguida decapitada pela morte de seu marido.
Ela foi igualmente admitida na Academia dos Ricovrati de Pádua como a sétima mulher celebrada entre seus membros sob os apelidos de "a eloqüente" e de "Clio" ; e representava a musa da história. Era sobrinha da erudita Marie Bruneau des Loges (1585-1641).
A Baronesa morreu em sua casa, em 1705 em Paris. Um de seus editores e biógrafos, Mathurin de Lescure, afirmou na ocasião que dois retratos que restaram dela deixam "a imagem de uma altiva e fornida beldade".